# جلدران
جَلْدَرَان (بالتركية: Çaldıran، وبالكردية: ئەبەخ) مدينة في ولاية وان التركية. على 71 كيلو متر من جنوب غرب جبل أرارات شمال شرق مدينة أركيس. هي إحدى مناطق تركيا وتقع على الحدود مع إيران. وتعتبر تاريخيا المدينة عاصمة الكلدان الاورارتيون السفروايميون الدومر.[مبهم]